# Oceanites gracilis
Oceanites gracilis là một loài chim trong họ Hydrobatidae.